# Vauxrenard
Vauxrenard és un municipi francès situat al departament del Roine i a la regió d'Alvèrnia-Roine-Alps. L'any 2007 tenia 306 habitants.

## Demografia

### Població
El 2007 la població de fet de Vauxrenard era de 306 persones. Hi havia 116 famílies de les quals 20 eren unipersonals (12 homes vivint sols i 8 dones vivint soles), 56 parelles sense fills i 40 parelles amb fills.
La població ha evolucionat segons el següent gràfic:
Habitants censats

### Habitatges
El 2007 hi havia 185 habitatges, 119 eren l'habitatge principal de la família, 50 eren segones residències i 16 estaven desocupats. 178 eren cases i 7 eren apartaments. Dels 119 habitatges principals, 100 estaven ocupats pels seus propietaris, 15 estaven llogats i ocupats pels llogaters i 4 estaven cedits a títol gratuït; 1 tenia dues cambres, 14 en tenien tres, 31 en tenien quatre i 72 en tenien cinc o més. 89 habitatges disposaven pel capbaix d'una plaça de pàrquing. A 58 habitatges hi havia un automòbil i a 57 n'hi havia dos o més.

### Piràmide de població
La piràmide de població per edats i sexe el 2009 era:
| Homes | Edats   | Dones |
| ----- | ------- | ----- |
| 0     | 95 o +  | 0     |
| 0     | 90 a 94 | 0     |
| 0     | 85 a 89 | 0     |
| 0     | 80 a 84 | 0     |
| 8     | 75 a 79 | 4     |
| 12    | 70 a 74 | 8     |
| 4     | 65 a 69 | 20    |
| 8     | 60 a 64 | 16    |
| 8     | 55 a 59 | 8     |
| 4     | 50 a 54 | 4     |
| 16    | 45 a 49 | 0     |
| 4     | 40 a 44 | 16    |
| 20    | 35 a 39 | 16    |
| 12    | 30 a 34 | 4     |
| 4     | 25 a 29 | 4     |
| 0     | 20 a 24 | 4     |
| 4     | 15 a 19 | 8     |
| 8     | 10 a 14 | 20    |
| 16    | 5 a 9   | 16    |
| 20    | 0 a 4   | 16    |

## Economia
El 2007 la població en edat de treballar era de 183 persones, 133 eren actives i 50 eren inactives. De les 133 persones actives 129 estaven ocupades (77 homes i 52 dones) i 3 estaven aturades (1 home i 2 dones). De les 50 persones inactives 23 estaven jubilades, 14 estaven estudiant i 13 estaven classificades com a «altres inactius».

### Ingressos
El 2009 a Vauxrenard hi havia 121 unitats fiscals que integraven 320 persones, la mediana anual d'ingressos fiscals per persona era de 13.925 €.

### Activitats econòmiques
Dels 9 establiments que hi havia el 2007, 2 eren d'empreses de fabricació d'altres productes industrials, 3 d'empreses de construcció, 2 d'empreses de comerç i reparació d'automòbils, 1 d'una empresa de serveis i 1 d'una empresa classificada com a «altres activitats de serveis».
L'únic servei als particulars que hi havia el 2009 era un paleta.
L'any 2000 a Vauxrenard hi havia 51 explotacions agrícoles que ocupaven un total de 520 hectàrees.

## Equipaments sanitaris i escolars
El 2009 hi havia una escola elemental integrada dins d'un grup escolar amb les comunes properes formant una escola dispersa.

## Poblacions més properes
El següent diagrama mostra les poblacions més properes.